# Patrick Decuyper
Patrick Decuyper (Ronse, 31 augustus 1970) is een Belgisch ondernemer. Van 2011 tot 2013 was hij ook algemeen directeur en hoofdaandeelhouder van voetbalclub SV Zulte Waregem. Sedert begin 2015 verwierf hij een meerderheidsparticipatie bij eersteklasser Royal Antwerp FC, waar hij intussen benoemd is tot CEO in opvolging van Gunther Hofmans.

## Biografie
Patrick Decuyper werd geboren in Ronse. Zijn ouders hadden een bakkerij. Hij voetbalde in de jaren 1980 een tijdje als verdedigende middenvelder bij derdeklasser SK Ronse, waar Francky Dury toen zijn trainer was. Decuyper studeerde ook in Gent, waar hij een diploma als industrieel ingenieur behaalde en Gino Van Neer leerde kennen. In 2005 startte hij met Van Neer het bedrijf Enfinity op. Het bedrijf dat gespecialiseerd was in zonne-energietechnologie kende een moeilijke start maar groeide na verloop van tijd uit tot een succesvolle internationale onderneming.
In juni 2020 veroordeelde de correctionele rechtbank van Brussel Decuyper tot 2 jaar gevangenisstraf (waarvan 1 jaar effectief) en een boete van 13 miljoen euro voor fraude met groenestroomcertificaten bij zijn toenmalig energiebedrijf Enfinity.

## Ambities in het voetbal
In 2011 ging voetbalclub Zulte Waregem na het vertrek van Vincent Mannaert naar Club Brugge op zoek naar een nieuwe algemeen directeur. Decuyper, die met Enfinity ook sponsor was van Zulte Waregem, werd samen met Filips Dhondt aangenomen om Mannaert op te volgen. Vooral voorzitter Willy Naessens drong aan op de komst van Decuyper, die na zijn aansluiting bij de club de aandelen van Naessens overnam. Eind september 2011 nam de club alweer afscheid van Dhondt. Decuyper, die ook aandelen van de overige bestuursleden overnam, werd in enkele jaren tijd hoofdaandeelhouder.
In het seizoen 2012/13 werd Zulte Waregem de revelatie in de Eerste klasse. De West-Vlaamse club werd verrassend vicekampioen en plaatste zich zo voor de voorrondes van de UEFA Champions League. Enkele dagen na de titelwedstrijd tegen RSC Anderlecht lanceerde Decuyper het plan om een fusie aan te gaan met KV Kortrijk. Daarnaast dook ook het gerucht op dat hij de West-Vlaamse club naar Antwerpen, en meer bepaald het Kiel, zou verhuizen. Hoewel Decuyper had samengezeten met Bart De Wever, burgemeester van Antwerpen, ontkende hij dat Zulte Waregem naar Antwerpen zou verhuizen. Desondanks noemde Kurt Vanryckeghem, burgemeester van Waregem, hem "de judas van het jaar". Toen vervolgens uitlekte dat Decuyper ook bij KV Oostende over aandelen beschikte en van plan was om die club naar Antwerpen te verhuizen, kwam hij in het oog van een mediastorm te staan. In juni 2013 verkocht Decuyper zijn aandelen van KVO Oostende.
Begin augustus 2013 raakte bekend dat Thorgan Hazard, die voor het tweede seizoen op rij door Chelsea aan Zulte Waregem werd uitgeleend, de aanvoerdersband zou krijgen. Dit zorgde voor ergernis bij aanvoerder Davy De fauw en een groot deel van de spelersgroep. Het nieuws van de aanvoerderswissel werd in de aanloop naar een Champions Leaguewedstrijd tegen PSV aan De fauw meegedeeld. Nadat Zulte Waregem het Europees duel kansloos verloren had lekte het nieuws van de gedwongen aanvoerderswissel naar buiten. Uiteindelijk gaf Hazard de band vrijwillig terug aan De fauw. Op 9 augustus 2013 stapte Decuyper op. In oktober 2013 verkocht hij al zijn aandelen aan de raad van bestuur.
Sinds 1 januari 2019 is Decuyper voorzitter van KSK Ronse, de club in zijn geboorteplaats waar hij ooit begon als voetballer.